# Alexandre Sans-Terre
 (décembre 2024).
Si vous disposez d'ouvrages ou d'articles de référence ou si vous connaissez des sites web de qualité traitant du thème abordé ici, merci de compléter l'article en donnant les références utiles à sa vérifiabilité et en les liant à la section « Notes et références ».
Alexandre (dit Sans-Terre) de Hongrie (1182-1262) est un seigneur d’origine flamande et prétendument hongroise, associée à l'origine de la famille noble de Rubempré. Fils présumé du roi André II de Hongrie et de la reine Béatrice d'Este, certains lui accorde le titre de prétendant légitime au trône de Hongrie. Seigneur de Rubempré et Gouverneur de Valenciennes, Alexandre est également réputé pour sa participation à la septième croisade (1248-1254) aux côtés de Saint Louis.

## Origines et contexte
Alexandre de Hongrie serait né vers 1182 au sein de la cour royale hongroise. Fils aîné supposé du roi André II de Hongrie et de Béatrix d'Este, il aurait été privé de droits successoraux après la mort prématurée de sa mère. Les récits le décrivent comme "Sans-Terre", un surnom reflétant l'absence d'héritage territorial direct généralement accordée aux cadets.
Alexandre aurait quitté la Hongrie et trouvé refuge en Occident, où il aurait rejoint les troupes de Saint Louis pendant la septième croisade (1248-1254). À son retour, il serait entré au service de la couronne française, recevant des terres dans le nord de la France et la fonction de gouverneur de Valenciennes.

## Seigneur de Rubempré
La seigneurie de Rubempré, située en Flandre près de Saint-Omer, aurait été accordée à Alexandre en reconnaissance de ses services militaires. Bien que son rôle en tant que seigneur de Rubempré ne soit pas documenté par des sources contemporaines, il est considéré par la tradition familiale comme le fondateur de cette lignée noble et d’ascendance hongroise. Or il semble que cette prétention tire son origine du chevalier Alexandre de Rubempré, seigneur de Rubempré, qui se fit appeler « Alexandre de Hongrie, seigneur de Rubempré et fils du roi de Hongrie » après la croisade de 1248.

## Unions et descendance
Alexandre Sans-Terre aurait épousé Isabelle de Brienne, fille de Gautier IV de Brienne, comte de Brienne, de Jaffa et d’Ascalon, petit fils du roi de Sicile, et de Marie de Lusignan. De cette union serait né son unique fils :  
- Baudouin Ier de Rubempré (1215-1289), seigneur de Rubempré et gouverneur de Guise.

Baudouin II de Rubempré est le premier des membres documentés de la famille de Rubempré, étant mentionné dans des actes officiels en 1291 comme étant le premier porteur du nom archivé.

## Héritage
Bien que l'existence d'Alexandre Sans-Terre soit débattue par les historiens, il reste une figure centrale dans la tradition de la famille de Rubempré. Son prétendu lien avec la maison royale de Hongrie et son rôle dans les structures féodales françaises illustrent l'influence des croisades sur l'aristocratie européenne. Sa descendance, établie durablement en Flandre, jouera un rôle notable dans l'histoire régionale et revendiquera cet héritage prestigieux.
On trouve aussi des De Rubempré seigneurs et comtes de Vertain et d'Aubigny, seigneur de Beauverger ; le blason des Rubempré est repris tel (comme pour la commune de Rubempré) pour le blason de Vertain (59) où Philippe de Rubempré, devenu seigneur par mariage, fit bâtir la tour du clocher (où figurent ses armes) en 1628. Ses successeurs portèrent le nom de la seigneurie jusqu'à Henriette de Rubempré, qui épousa Guillaume d’Humières à la fin du XVe siècle.